# Harpocres
Harpocres (en llatí Harpocras, en grec antic Ἁρπόκρας) va ser un metge iatralipta (que cura amb ungüents) que va tractar Plini el jove amb molta dedicació cap a principis del segle ii.
Inicialment era un esclau que després va rebre la manumissió i finalment a petició expressa de Plini, es va presentar a l'emperador Trajà amb la llibertat de les ciutats de Roma i Alexandria. Un metge del mateix nom del que Andròmac en cita diverses receptes, va viure uns cents anys abans, tot i que de vegades han estat confosos.